# Крум Смиленов
Крум Смиленов български учител и общественик, директор на Средното търговско училище във Варна през периода 1933 – 1938 г. По време на неговото директорство приемът на ученици в училището е чувствително увеличен.
Съосновател и първи председател на Приморското стенографно дружество през 1930 г.
През 1935 г. участва в строителния комитет на парк-мавзолей „Владислав Варненчик“ заедно с Янко Мустаков, Петър Димков, Николай Димитров и Антон Франгя. За тази си дейност е удостоен с IV степен на орден „Полония Реститута“. Съдейства за залесяването на Аспаруховия вал южно от Варна.